# Struttura Grandi Eventi
La Struttura Grandi Eventi della Rai, è la divisione che si occupa della produzione e della copertura televisiva dei cosiddetti grandi eventi trasmessi in diretta dalla Rai, sia sportivi sia di cronaca e della storia contemporanea. Fa parte della Direzione Produzione e dipende dal Direttore di Produzione. Tra gli eventi prodotti si annoverano il Festival di Sanremo e le più importanti manifestazioni sportive (Giro d'Italia, Campionati Mondiali di Calcio, Giochi olimpici estivi ed Invernali, ecc.).